# Los Ángeles Azules
Los Ángeles Azules sono un gruppo musicale cumbia messicano formatosi nel 1982 a Città del Messico.

## Formazione
Attuale
- Elías "El Doc" Mejía Avante
- Jorge Mejía Avante
- Alfredo Mejía Avante
- José Mejía Avante
- Guadalupe Mejía Avante

Ex membri
- Martha Mejía Avante
- Roberto Ismael Rodríguez De Jesús
- Carlos Montalvo
- Carlos Becies Esquivel
- Raymundo Espinoza
- Guillermo Alonso García Palafox
- Alejandro Rodríguez
- Jonathan Martínez
- Sergio Bucio
- Francisco Delgado
- Héctor Quezada Pérez

## Discografia
- 1982 – Ritmo... Alegría... Sabor!, Vol. 1
- 1983 – Los Ángeles Azules, Vol. 2
- 1984 – Los Ángeles Azules, Vol. 3
- 1985 – Cumbia de la Tostadita, Vol. 4
- 1987 – Cumbia de las Chispitas, Vol. 5
- 1988 – Los Ángeles Azules, Vol. 6
- 1989 – Y Valió La Pena Esperar, Vol. 7
- 1991 – Y Esta... Si Es Cumbia, Vol. 8
- 1997 – Mis Primeros 15 Exitos de Colección
- 1993 – Entrega de Amor
- 1995 – Sin Pecado
- 1995 – 15 Hits
- 1995 – 12 Éxitos Instrumentales
- 1996 – Inolvidables
- 1996 – 15 Exitos de Colección
- 1997 – Dance Mixes
- 1998 – Confesiones De Amor
- 1999 – Una Lluvia De Rosas
- 2002 – Alas Al Mundo
- 2002 – En Vivo, Azul Vivo
- 2004 – Nunca Te Olvidaré
- 2006 – Interpretan Éxitos de Juan Gabriel
- 2007 – Tu Juguete
- 2012 – A Ritmo De Cumbia
- 2013 – Cómo Te Voy a Olvidar
- 2014 – Viernes Cultural
- 2016 – De Plaza En Plaza
- 2018 – Esto Sí Es Cumbia